# Zbigniew Leraczyk (polityk)
Zbigniew Jan Leraczyk (ur. 14 grudnia 1948 w Poznaniu) – polski polityk, samorządowiec, w latach 1995–1998 prezydent Bielska-Białej, poseł na Sejm III kadencji.

## Życiorys
Ukończył w 1972 studia na Wydziale Chemicznym Politechniki Wrocławskiej.
W latach 1972–1988 zawodowo związany z Fabryką Samochodów Małolitrażowych w Bielsku-Białej, był m.in. kierownikiem Zakładu Badań Materiałowych Ośrodka Badawczo-Rozwojowego. Pod koniec lat 80. pełnił funkcję prezesa zarządu Spółdzielni Artystów Plastyków Walor.
W latach 1990–2002 zasiadał w radzie miasta Bielsko-Biała. Od 1990 do 1995 zajmował stanowisko wiceprezydenta miasta, następnie do 1998 był prezydentem Bielska-Białej. W 1997 uzyskał mandat posła na Sejm III kadencji z ramienia Unii Wolności. Przewodniczył Parlamentarnej Grupy Polsko-Niemieckiej. W 2001 nie ubiegał się o reelekcję. Podjął później pracę w Najwyższej Izbie Kontroli.
Działacz organizacji pozarządowych, m.in. prezes zarządu Krajowego Związku Towarzystw Polsko-Niemieckich i wiceprezes zarządu lokalnego Stowarzyszenia Evangelium Vitae.